# Ischnomesus norvegicus
Ischnomesus norvegicus är en kräftdjursart som beskrevs av Jörundur Svavarsson 1984. Ischnomesus norvegicus ingår i släktet Ischnomesus och familjen Ischnomesidae. Inga underarter finns listade i Catalogue of Life.